# Sjöbergens koloniområde

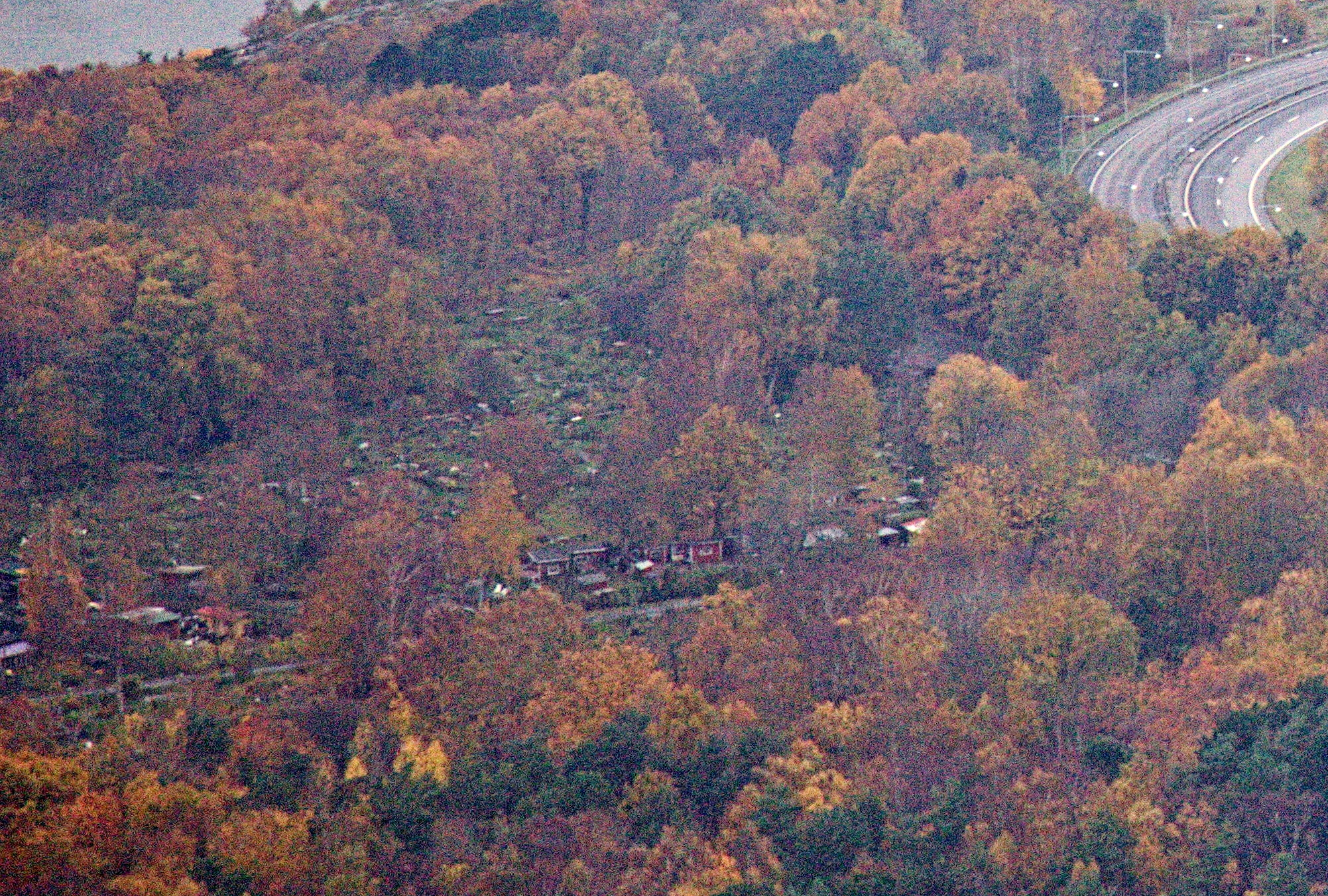
Koloniområdets läge i Sjöbergen. På flygfotot (taget söderifrån, från helikopter 27 oktober 2013) syns norra halvan av koloniområdet.

Sjöbergens koloniområde är ett koloniområde i Sandarna i västra Göteborg ovanför Röda sten. Koloniområdet är beläget i naturområdet Sjöbergen nära Älvsborgsbrons södra fäste och Kungssten samt i trafikmotet vid uppfarten till Älvsborgsbron. Odlingslotterna tillkom 1976, men redan på 1930-talet ägnade man sig åt smådjurshållning i området. Koloniområdet kan nås från Otterklintsvägen vid Älvsborgsbrons södra fäste eller via promenadstigar från Kungssten.

## Verksamheter

### Inriktningar
På Sjöbergen finns både rena odlingslotter av typen odlingsområden utan bod och stugbebyggda tomter för djurhållning av brevduvor, kaniner, höns, vaktlar, ankor, kalkoner, påfåglar, och bin. 
Drygt en fjärdedel av arealen disponeras av djurgårdarna. Resterande yta består av odlingslotter som de båda odlarföreningarna förvaltar. 

### Föreningar
Det finns flera föreningar inom området. Arrendatorerna tillhör en av tre brukarföreningar:  
- Sjöbergens djurförening[3]
- Sjöbergens norra odlarförening[4]
- Sjöbergens södra odlarförening[5]

Djurföreningen innefattar även en biodlare från Västra Frölunda Biodlareförening samt två hönskooperativ där deltagarna sköter hönsen tillsammans.
Sedan 2011 samarbetar föreningarna i Sjöbergen för att bevara Sjöbergens koloniområde. 
Eftersom varje arrende bara tillåts ha en föreningsmedlem så finns det många fler aktiva brukare än områdets cirka 330 föreningsmedlemmar. 

### Aktiviteter
I augusti varje år anordnas Sjöbergens dag, ett tillfälle för allmänheten att lära känna området och dess verksamheter. Föreningarna erbjuder även aktiviteter för sina medlemmar, exempelvis arrangerades 2014 ett homeparty med en partiledare. 

## Historik

Sommarsanatoriet i Sjöbergen år 1912.

### Bakgrund
Tidigare bebyggelse på Sjöbergen inom Majorna första rote bestod av några torp. Bland annat bodde nattmannen i området mellan 1899 och 1945. I närheten av nattmannens stuga låg en djurkyrkogård. 
Även ett sanatorium har funnits på Sjöbergen och två större växthus för odling. Av denna bebyggelse finns ingenting kvar idag; växthusen brann ned och de sista husen fick ge plats åt Älvborgsbron i slutet av 1950-talet. 
Till skillnad från många andra koloniområden föddes Sjöbergen inte på stadsplanerarnas ritbord. Det har vuxit fram dynamiskt och utan formella tillstånd. Smådjurshållning på Sjöbergen har funnits sedan 1930-talet. De första stugorna byggdes av sockerlådor från Carnegie bruk nere i Klippan. Odlingar tillkom efterhand, från 1950-talet fram till slutet av 1970-talet då lottindelningen, arrendekontrakt och verksamhetsinriktning formaliserades. Som ett led i detta infördes kravet på föreningstillhörighet under 1980-talet.  
Framväxten har satt sin prägel på området. Än idag karaktäriseras Sjöbergen av enkla, ibland lite ruffiga, stugor. Det syns och hörs att arbete pågår och det ligger en nyttoaspekt i alla verksamheter. Gentrifieringen av koloniområden har inte nått Sjöbergen ännu. 
Föreningarna strävar efter att bevara Sjöbergen som ett område för odling och djurhållning för vanliga människor. Därför finns djurhållning inskriven som villkor i arrendekontrakten för stugorna.

### Rivningshot, protester och kampanjer
Sjöbergen ligger som många andra koloniområden på mark som är attraktiv för den växande staden. Med sitt läge ovanför hamninloppet och mellan de omtyckta bostadsområdena Nya Varvet, Kungsten och Sandarna är det mycket intressant för exploatering. För närvarande existerar ingen detaljplan för Sjöbergen och dess framtid har diskuterats i Göteborgs stads byggnadsnämnd i flera år. Om det blir bostäder runt Rödastensmotet och på Sjöbergen så hotas koloniområdet av rivning; helt eller delvis, beroende på hur stor del av ytan som upplåts för nybyggnation.
Exploateringsplanerna och rivningshotet har mötts av protester från koloniområdets brukarföreningar och allmänheten. Ett opinionsarbete för bevarandet av området i dess nuvarande form har drivits under flera år. Kampanjen "Bevara Sjöbergen" samlade år 2011 in 6215 namnunderskrifter, och kampanjen "Detaljplanera Sjöbergen" samlade år 2015 in 2352 namnunderskrifter, alla överlämnades till Stadsbyggnadskontoret i Göteborg.
Den 29 augusti 2015 utropades Naturrepubliken Sjöbergen. Trumpetaren Salomon Helperin framförde då Sjöbergens nationalsång och Naturrepubliken Sjöbergens officiella flagga hissades för första gången. 
Göteborgsförslaget SKYDDA SJÖBERGEN! lämnades in den 16 augusti 2018 och uppnådde efter 12 dagar de 200 röster som krävs för att det skall tas upp av ansvarig nämnd. Vid förslagets slutdatum hade 428 röster lagts, vilket gjorde det till det femte mest populära Göteborgsförslaget någonsin, av drygt 700 avslutade förslag. Byggnadsnämnden väntas behandla förslaget under slutet av 2018 eller början av 2019. Förslaget syftar till att ge området ett långsiktigt skydd, genom att detaljplanera det med planbeteckning "Odling och djurhållning", i enlighet med Boverket BFS 2014:5. Som ett resultat av Göteborgsförslaget SKYDDA SJÖBERGEN! 2018 beslutade byggnadsnämnden vid sitt möte 2020-03-17 (dnr 0773/18) att upprätta områdesbestämmelser för Sjöbergen. Avgränsningen av området skall enligt beslutet utgå ifrån byggnadsnämndens beslut 2011-12-13 § 637 (dnr 0348/07) som innebär att skogspartiet, koloniområdet och "etapp 1" (området på höjden nära älven) inte exploateras. Arbetet med områdesbestämmelser skulle dock invänta antagandet av Göteborgs nya översiktsplan. Efter att översiktsplanen vunnit laga kraft i juni 2022 inleddes arbetet med Sjöbergens områdesbestämmelser i slutet av 2023. 

## Bilder
Bilder från Sjöbergen koloniområde, tagna sommaren 2014.  

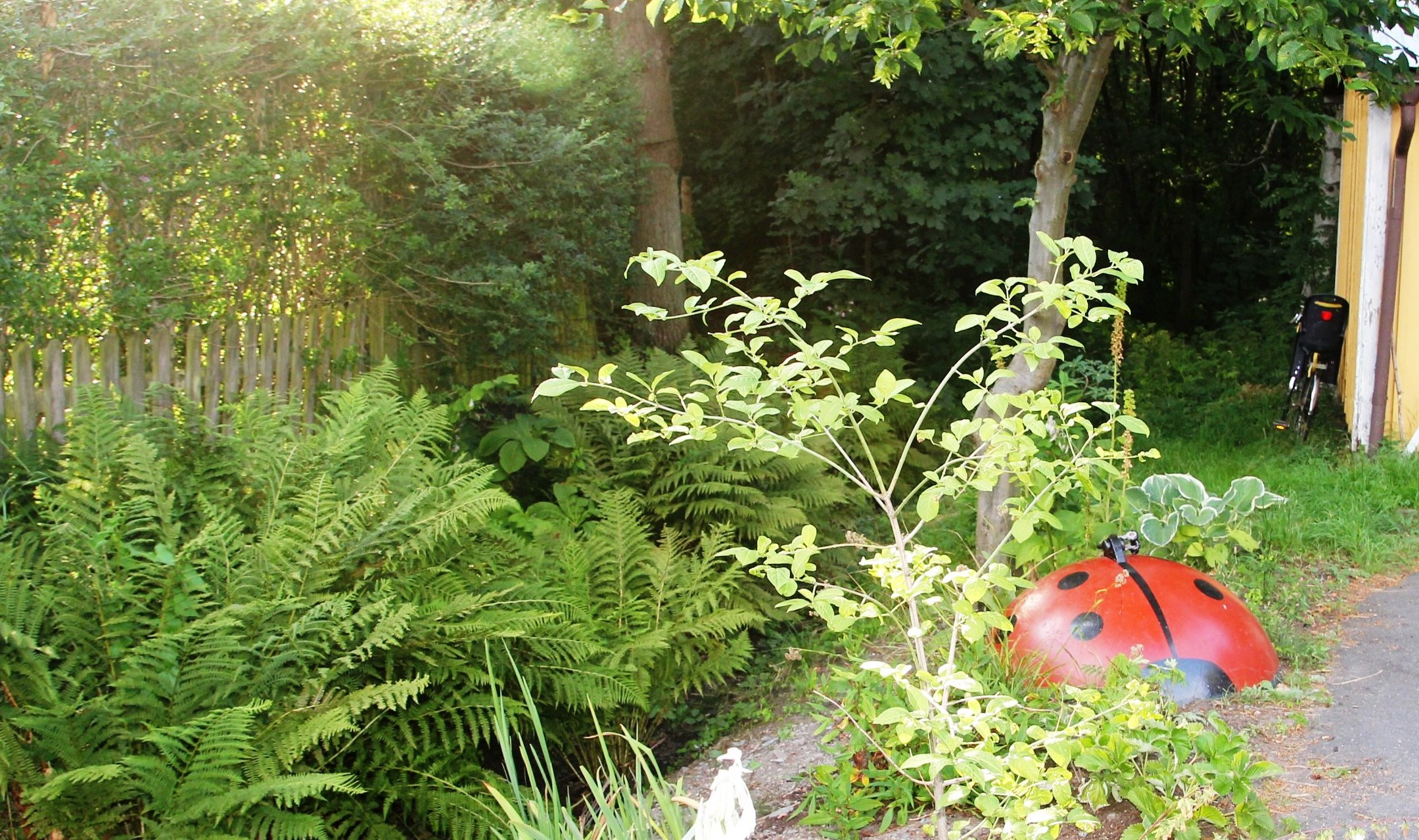
Odlingslott.
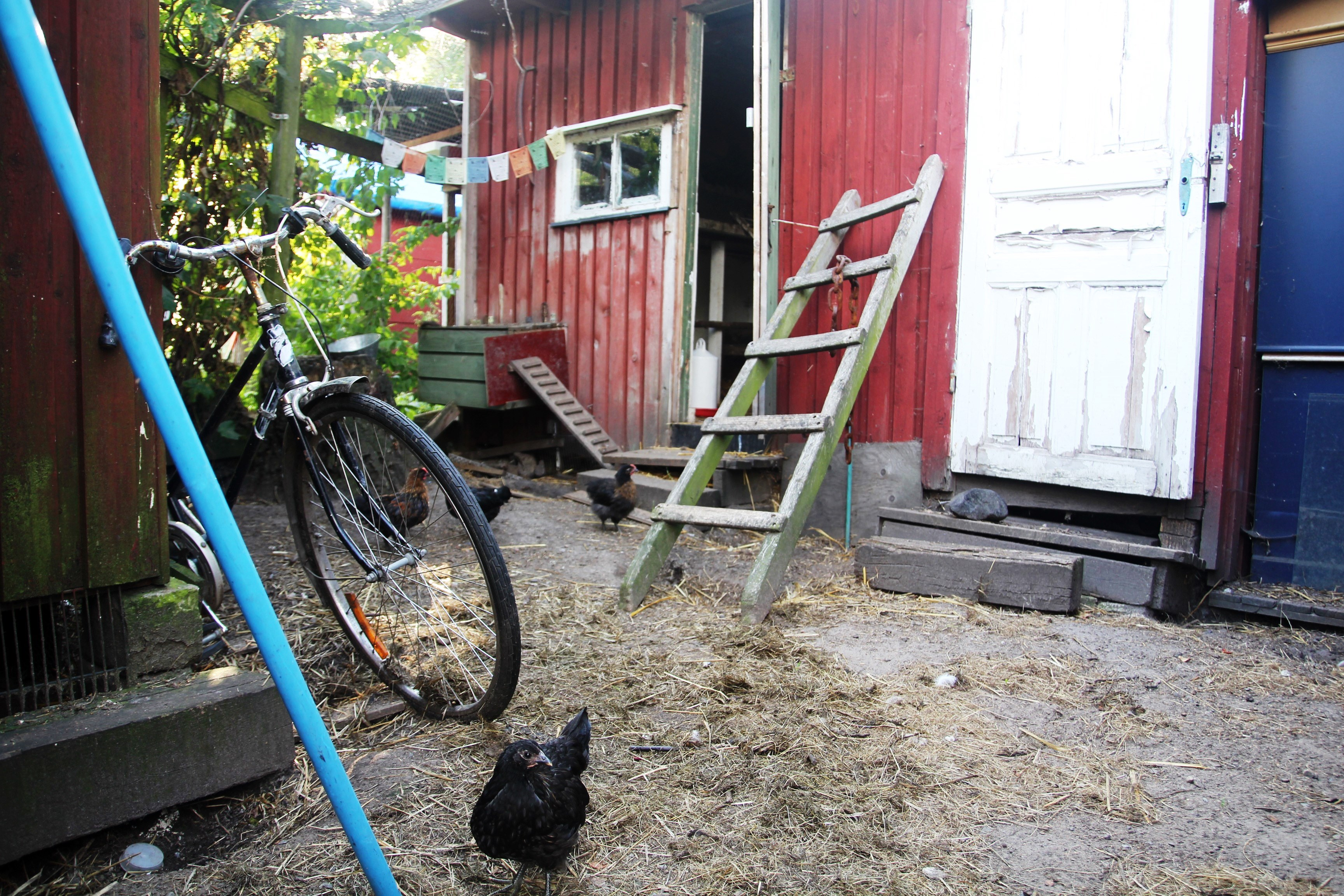
Djurgårdar med höns.
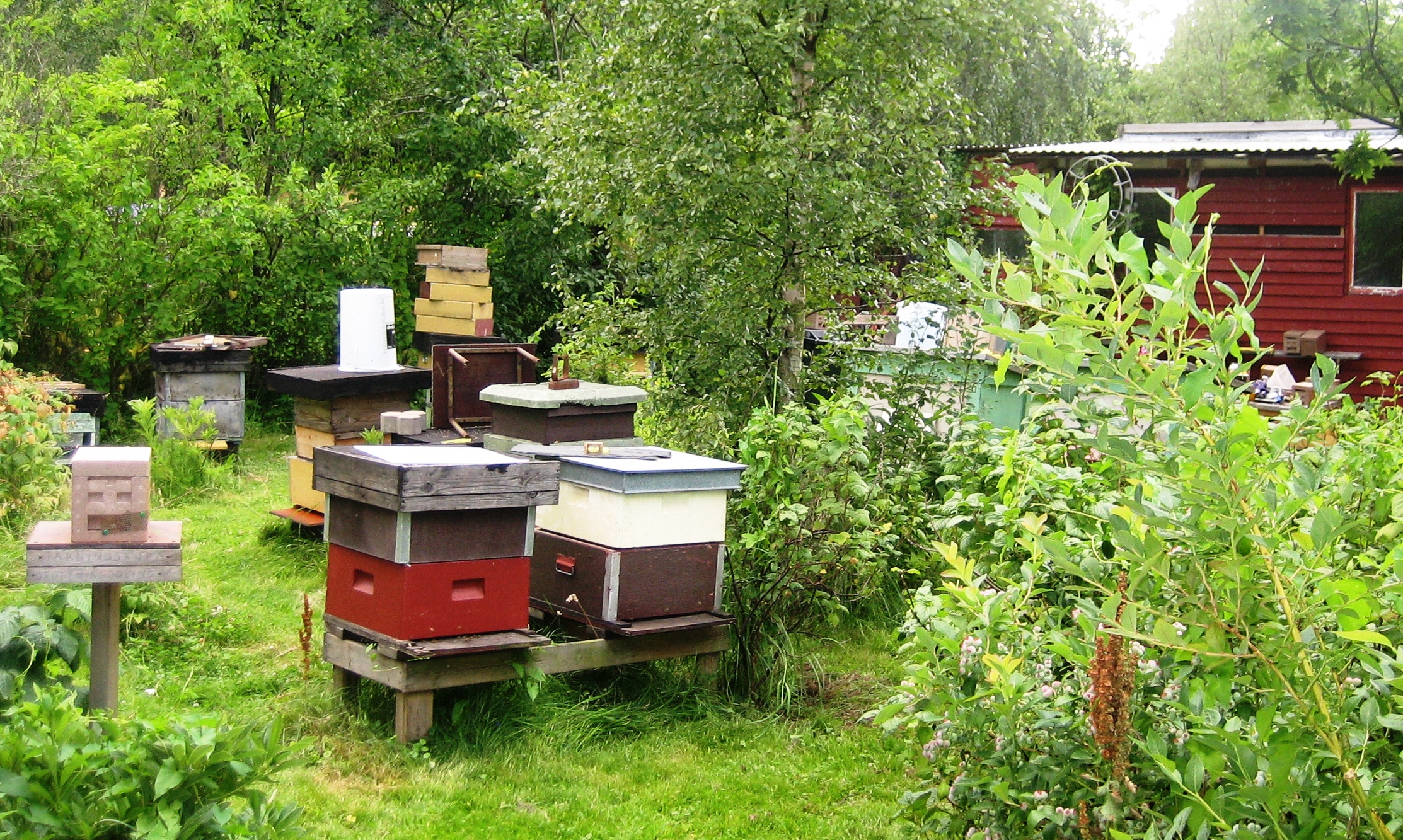
Biodling.
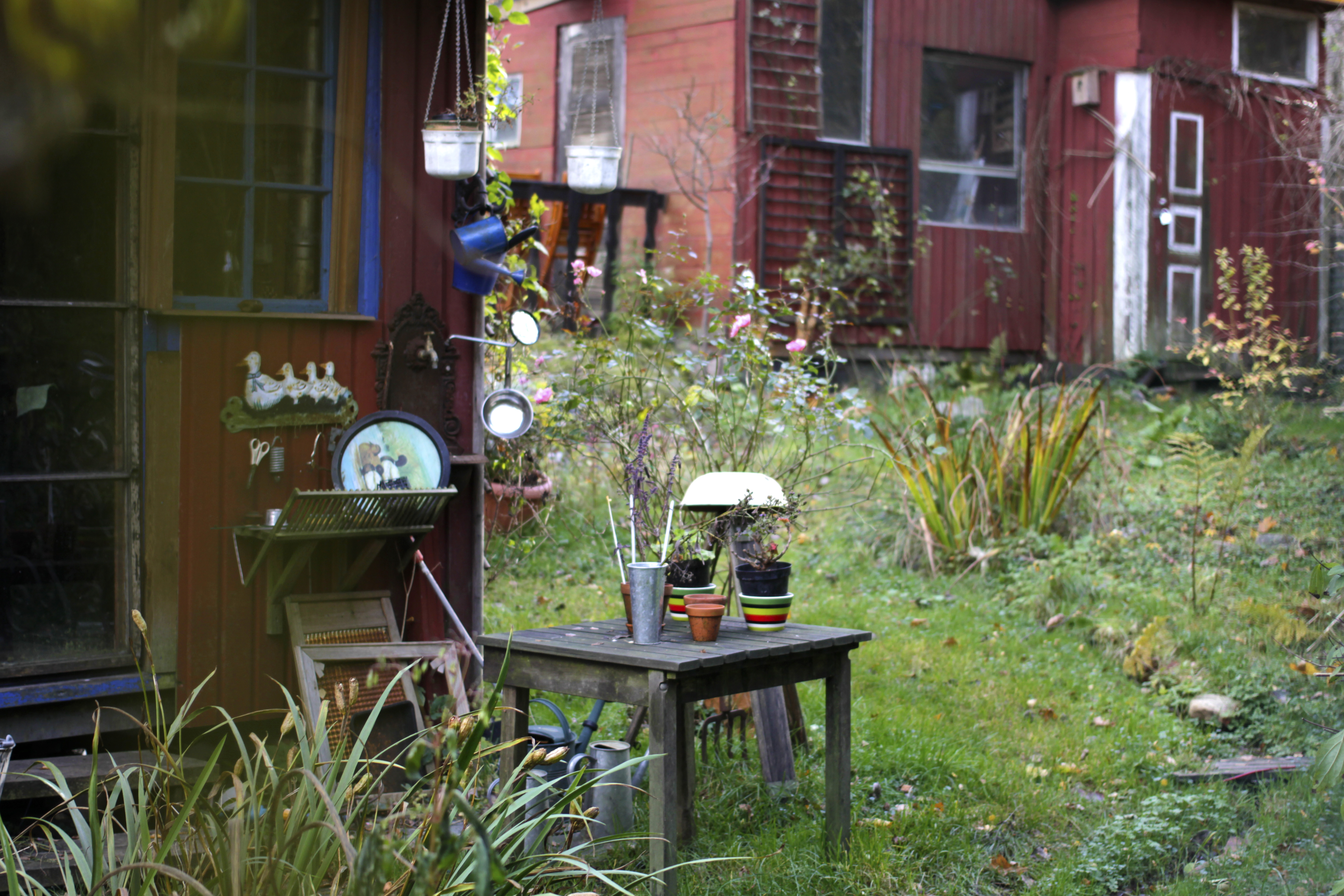
Del av en djurgård.
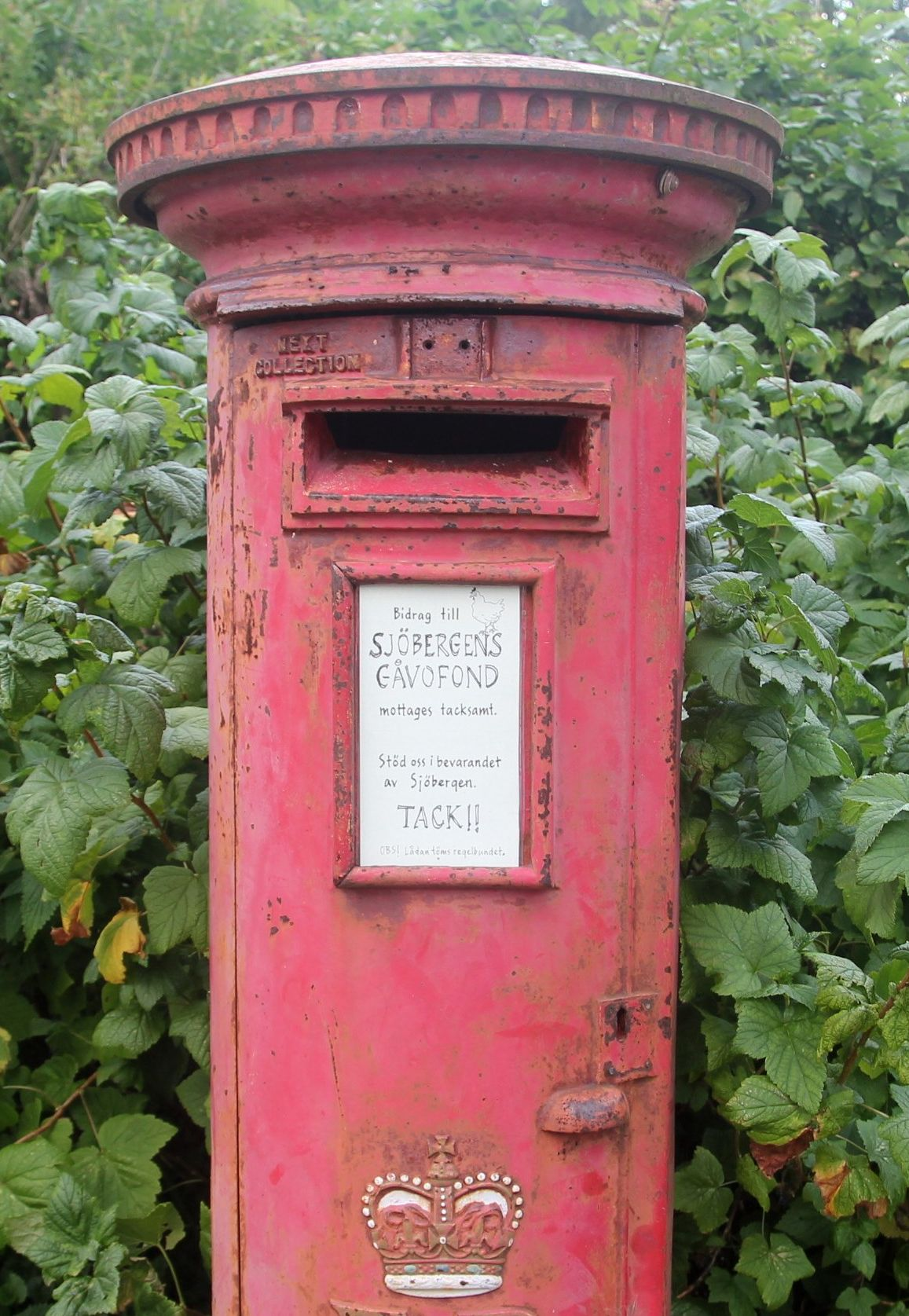
"Kollektbössa" för Bevara Sjöbergen-insamling.
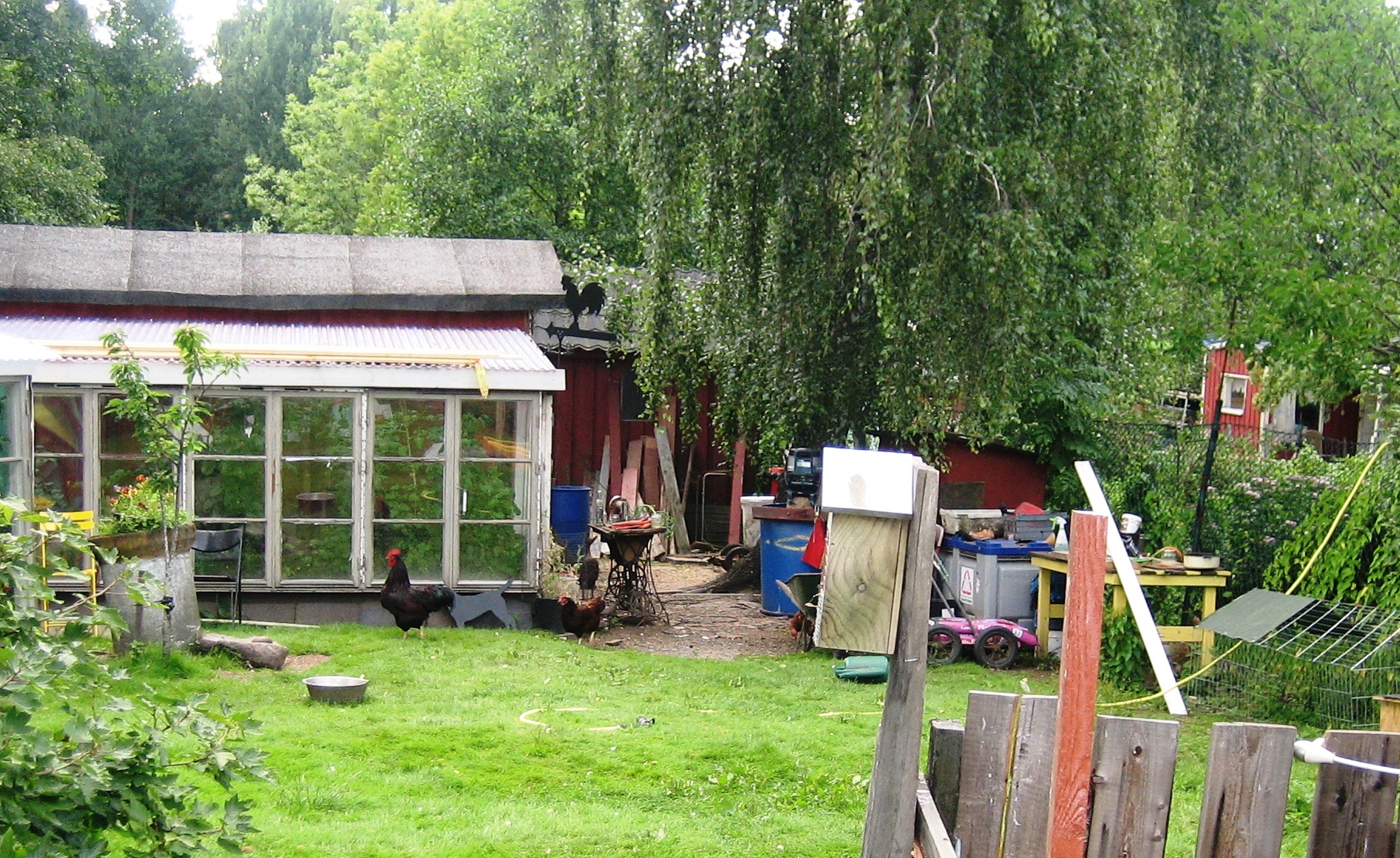
Hönsgård och odling.
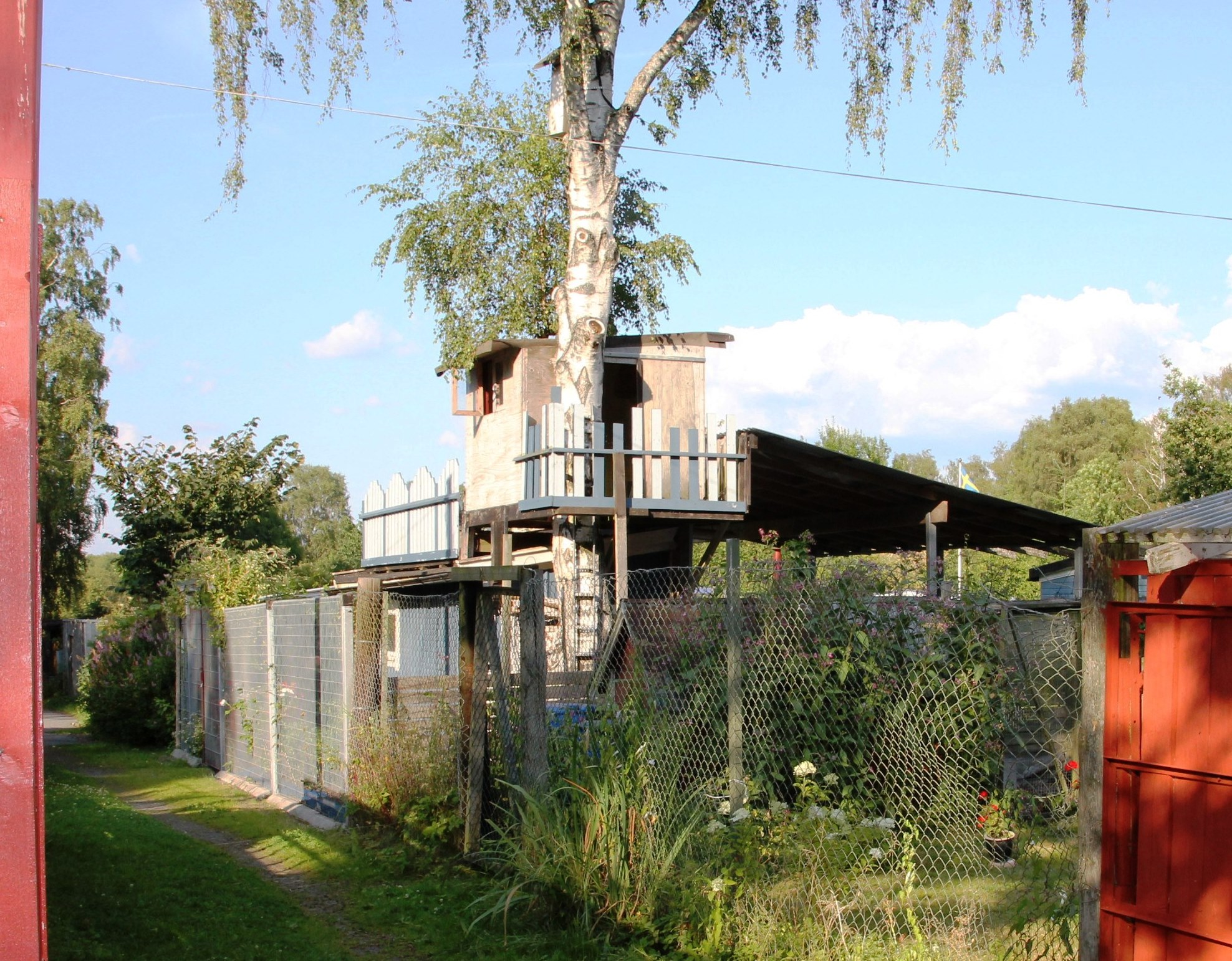
Trädkoja.
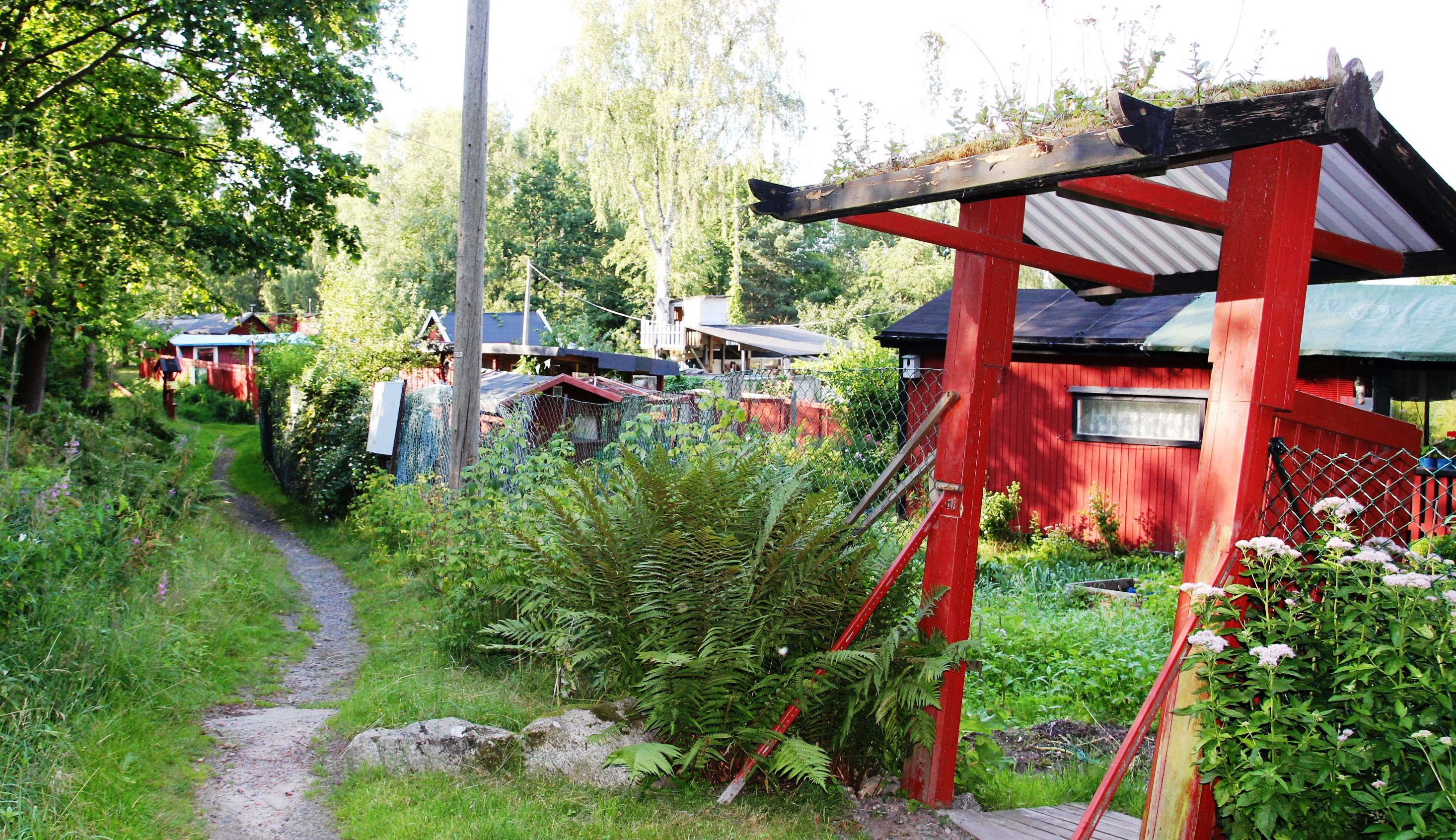
Stig.
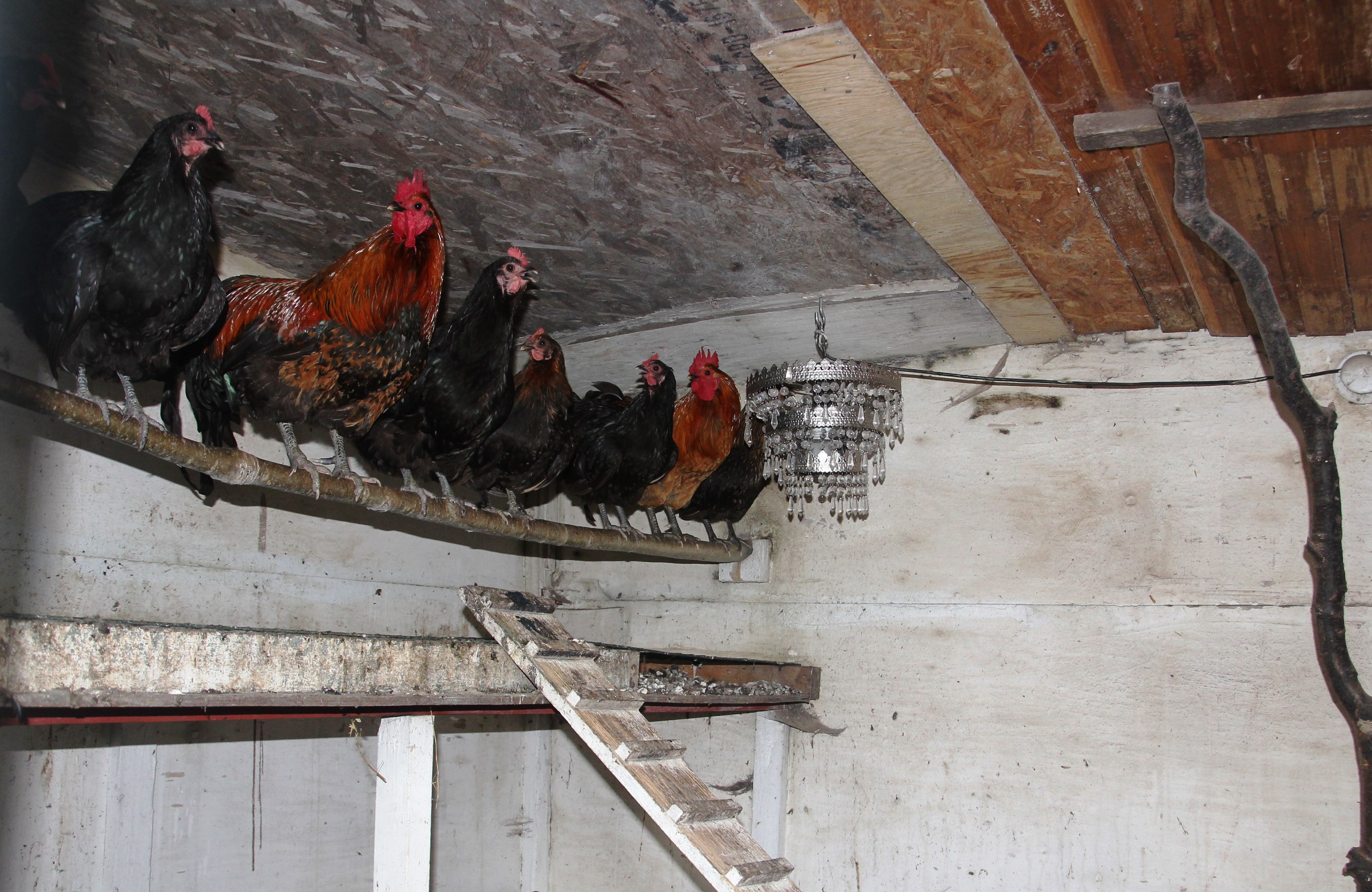
Livet på en pinne.
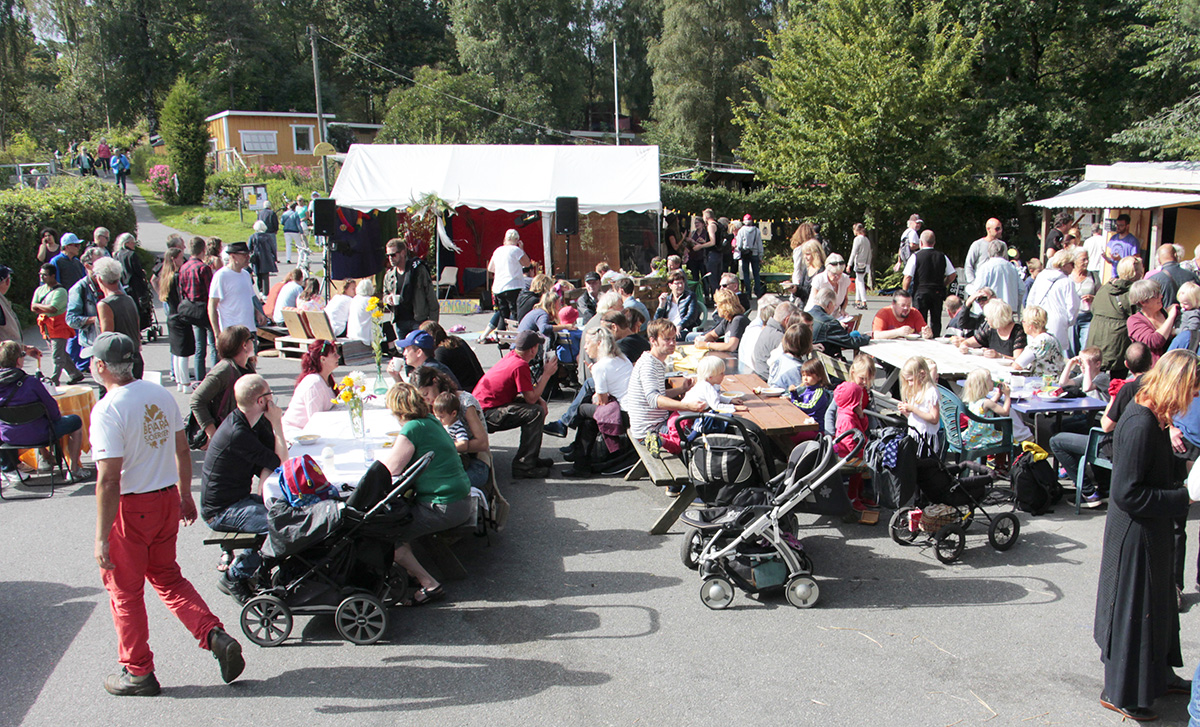
Gubbtorget på Sjöbergens Dag 2015
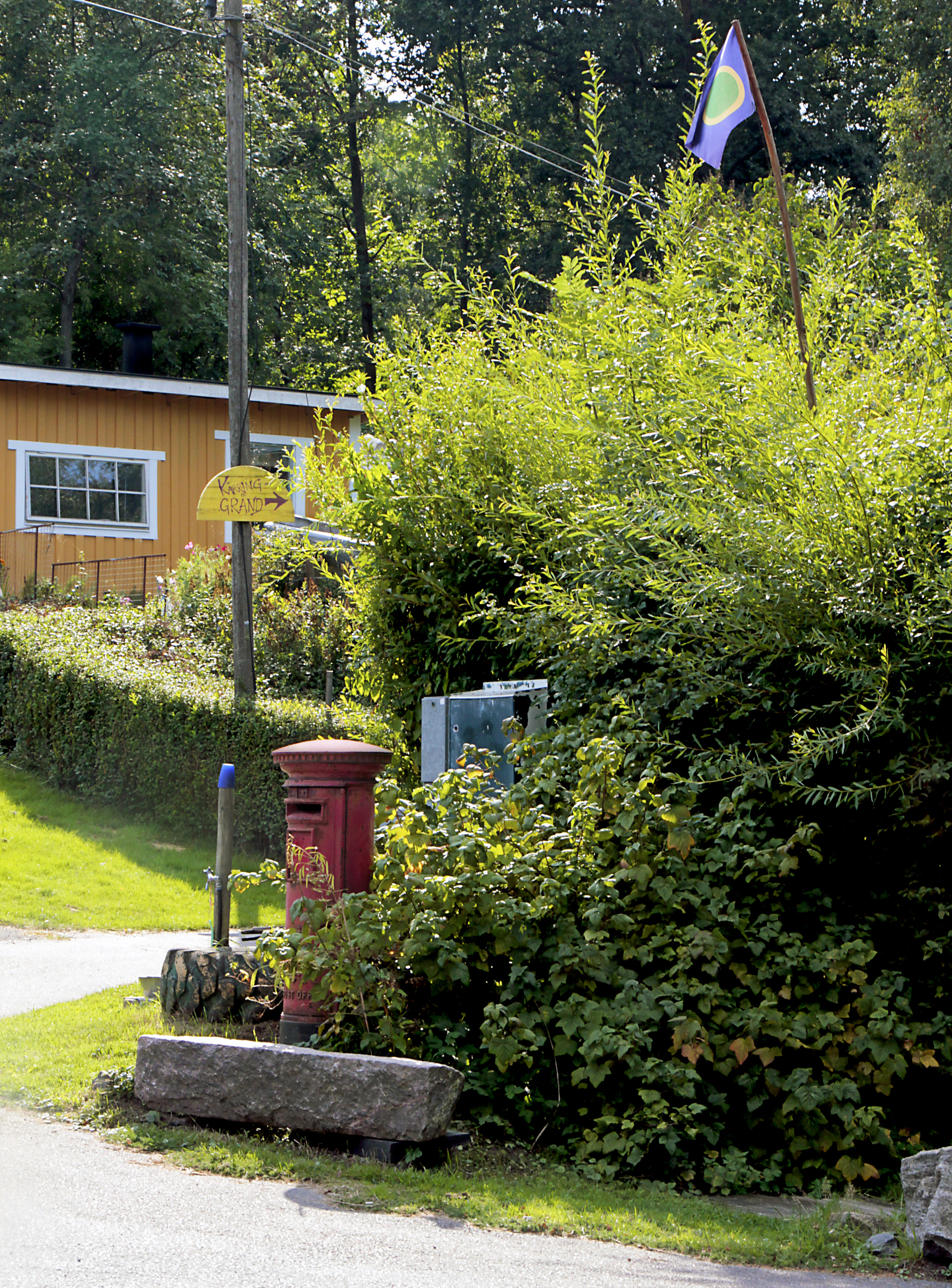
Vildvuxet med flaggan i topp.

## Källhänvisningar
1. ↑  "Sjöbergen - Sandarne." (karta över Sandarna och Sjöbergen). Föreningen Gamla Majgrabbar. Läst 21 juli 2014.
2. ↑  "Göteborgs Stads fastighetskontor: Koloniområden och odlingslotter". Goteborg.se. Läst 21 juli 2014.
3. ↑  "Djurföreningen". Arkiverad 29 juli 2014 hämtat från the Wayback Machine. Sjöbergens djurförening. Läst 24 juli 2014.
4. ↑  "Sjöbergen Norra – en odlarförening i västra Göteborg". sjobergennorra.wordpress.com. Läst 24 juli 2014.
5. ↑  "Sjöbergens södra odlarförening". sjobergensodra.se. Läst 24 juli 2014.
6. ↑  "Föreningen Sjöbergen". Arkiverad 15 september 2013 hämtat från the Wayback Machine. sjobergen.se. Läst 24 juli 2014.
7. ↑  "Sjöbergen - Sandarne.". majgrabbar.se. Interaktiv karta "Majorna i våra hjärtan" med bilder från sent 1800-tal och informationstexter. Läst 23 juli 2014.
8. ↑  "I nattmansbostället i Sandarna bodde landets siste nattman" (ur Gamla majgrabbars tidning 1970). Gamla Majgrabbar. Läst 23 juli 2014.
9. 1 2  ”Sjöbergen utropas till "naturrepublik" - Syre - grönt nyhetsmagasin”. 14 september 2015. http://arkiv.tidningensyre.se/sjobergen-uttropas-till-naturrepublik/. Läst 23 augusti 2016.
10. ↑  (nämndhandlingar beträffande Sjöbergens framtid). Läst 23 juli 2014.
11. ↑  Göteborgs Stad, Stadsbyggnadskontorets arkiv, Diarienummer 0348/07 och 0666/11.
12. ↑  Göteborgs Stad, Stadsbyggnadskontorets arkiv, Diarienummer 1327/15.
13. ↑  ”Göteborgsförslaget SKYDDA SJÖBERGEN!”. http://goteborg.se/wps/portal/start/kommun-o-politik/hur-kan-jag-vara-delaktig/har-du-ett-battre-forslag/goteborgsforslaget/goteborgsforslaget/aktuella/!ut/p/z1/04_Sj9CPykssy0xPLMnMz0vMAfIjo8ziAwxdHA1NTAy9LQI8XQwcjT0CQy2DjIzcDUz0wwkpiAJKG-AAjgb6BbmhigABx8S_/dz/d5/L2dBISEvZ0FBIS9nQSEh/. Läst 4 september 2018.
14. ↑  ”Boverkets allmänna råd (2014:5) om planbestämmelser för detaljplan”. Arkiverad från originalet den 4 september 2018. https://web.archive.org/web/20180904121258/https://rinfo.boverket.se/DPB/PDF/BFS2014-5DPB1.pdf. Läst 4 september 2018.